# Vincent Lukáč
Vincent Lukáč, född 14 februari 1954 i Košice, är en före detta tjeckoslovakisk ishockeyspelare.
Han blev olympisk silvermedaljör i ishockey vid vinterspelen 1984 i Sarajevo.